# Reichsbanner Schwarz-Rot-Gold

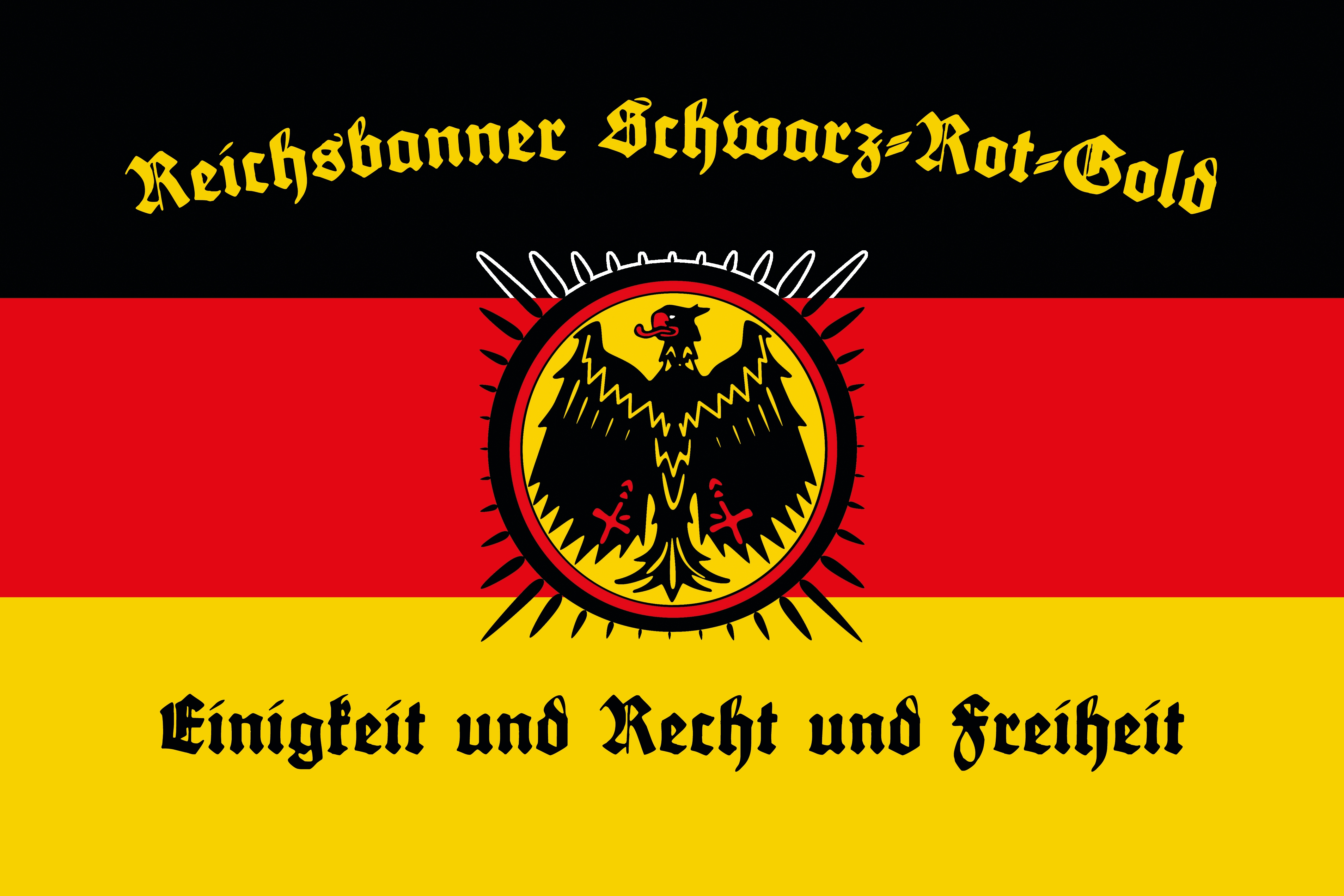
Bandera de la Reichsbanner.

La Reichsbanner Schwarz-Rot-Gold (en español: Estandarte negro, rojo y dorado del Reich), comúnmente llamada Reichsbanner, fue una milicia política de Alemania creada en 1924 por el Partido Socialdemócrata (SPD), el Partido de Centro (Zentrum) y el Partido Democrático Alemán (DDP), en colaboración con sindicatos de obreros.

## Historia
Fue creada el 22 de febrero de 1924, y su objetivo era defender a la República de Weimar de los ataques de grupos monárquicos, nacionalistas y comunistas. La Reichsbanner adoptó la bandera tricolor alemana (negra, roja y dorada) como su insignia, colocando un águila negra en el centro. Este símbolo también se utilizó en uniformes, parches, insignias, etc.
Eventualmente, los socialdemócratas fueron desplazando a los otros partidos en el control de la organización.
Entre 1925 y 1930 la Reichsbanner y la organización paramilitar nacionalista Stahlhelm se disputaban las calles mediante la intimidación, eludiendo el combate abierto. Cuando las organizaciones paramilitares del Partido Comunista de Alemania (KPD) y del Partido Nazi, el Rotfrontkämpferbund y las SA respectivamente, llegaron a las calles, se iniciaron los enfrentamientos callejeros violentos, que arrojaron centenares de muertes y no fue sino hasta la llegada de Adolf Hitler al poder cuando finalizaron.
El 16 de diciembre de 1931, el Reichsbanner se unió al Eiserne Front ("Frente de Hierro"), en un intento de hacer frente al Harzburger Front, una coalición nacionalista que buscaba derribar al régimen republicano alemán. En 1932 llegó a contar con 3 millones de miembros, pero tras la llegada de los nazis al poder, en marzo de 1933 fue disuelta, luego de que sus principales líderes y fundadores fueran arrestados. Tras la prohibición del Reichsbanner, algunos antiguos miembros se unieron al derechista Stahlhelm, Bund der Frontsoldaten, lo que provocaría un incidente en el que una masa concentrada en Braunschweig fue asaltada por los nazis.
El Reichsbanner se estableció de nuevo en 1953 como una asociación para la educación política.